# Albéric Ier de Montmorency
Pour les articles homonymes, voir Albéric.
Albéric Ier de Montmorency est connétable du roi Henri Ier vers 1060.
Certains affirment qu'Albéric serait le fils de Bouchard (décédé vers 978), seigneur de Bray-sur-Seine et de Hildegarde de Blois, fille de Thibaud Ier le Tricheur († 975), comte de Blois, de Chartres, de Châteaudun et de Tours, à l'étude généalogique et chronologique, cela parait improbable. En effet, vu la date de décès dudit Bouchard, cela imposerait que Albéric Ier soit né avant 978 et lui donnerait un âge minimum de 82 ans en 1060 alors qu'il était connétable de France. Il est plus probablement fils de Bouchard II de Montmorency, dit Bouchard le barbu (fils de Bouchard I) ou de Bouchard III de Montmorency.
Albéric ou Aubry Ier apparaît parmi les signataires de la charte de fondation  de l'église de Saint-Martin-des-Champs par Henri Ier, en 1060.
Il n'a sans doute aucun rapport avec Albéric Clément qui sera maréchal de France en 1191 (si ce n'est l'homonymie de prénom). Il est en revanche le premier connétable de France et le premier de la maison de Montmorency.
C'est par son nom que l'on fait généralement commencer la liste des connétables de France, et ce depuis le XVIIIe siècle. Cependant, si la charte de 1160 le fait apparaître parmi les officiers de la Couronne, rien n'indique encore la militarisation de l'office.
Il a eu deux fils, Landry et Arraud, attestés dans deux chartes vers 1083-1089.
C'est peut-être lui qui a édifié le premier château des Aulnays, à Torcé-en-Vallée, dans le Perche sarthois.